# Поясохвости
Поясохвости (Cordylidae) — родина ящірок з підряду ящірки. Має 2 підродини та 4 роди, 71 вид.

## Опис
Загальна довжина поясохвостів сягає від 40 до 70 см. Колір шкіри коричневого, сіруватого, жовтуватого кольору. Черево світліше за спину. Тулуб оперезують поперечні рядки щиткоподібних ребристих лусок, на череві вони переходять у пластинчасті щитки. На голові великі горбкуваті щитки. Голова стиснута, з боків дрібна луска. Зверху голова вкрита зролими кістяними пластинами. Очі розвинуті, зіниці округлі, захищені розділеними рухливими повіками. Хвіст короткий з великою лускою, яка розташована правильними широкими поперечними поясами. (Звідси й назва цих ящірок.) У багатьох поясохвостів луска закінчується шипами. У більшості представників родини кінцівки мають 5 пальців. У поясохвостів розвинуті черепні дуги, є тім'яний отвір, однорідні плевротні зуби.

## Спосіб життя
Полюбляють пустелі, кам'янисті, скельні місцини, відкриті трав'яні простори. Харчуються дрібними тваринами, хребетними.
Поясохвости яйцеживородні. Самиця народжує 2—6 дитинчат.

## Розповсюдження
Ці ящірки — ендеміки Африки. Поширені у південній та східній частинах, а також на о.Мадагаскар.

## Роди
- Chamaesaura Schneider 1801
- Cordylus Laurenti, 1768
- Hemicordylus Smith, 1838
- Karusasaurus Stanley, Bauer, Jackman, Branch & Le Fras Nortier Mouton, 2011
- Namazonurus Stanley, Bauer, Jackman, Branch & Le Fras Nortier Mouton, 2011
- Ninurta Stanley, Bauer, Jackman, Branch & Le Fras Nortier Mouton, 2011
- Ouroborus Stanley, Bauer, Jackman, Branch & Le Fras Nortier Mouton, 2011
- Platysaurus Smith, 1844
- Pseudocordylus Smith, 1838
- Smaug Stanley, Bauer, Jackman, Branch & Le Fras Nortier Mouton, 2011